# Glenea nympha
Glenea nympha är en skalbaggsart som beskrevs av Thomson 1865. Glenea nympha ingår i släktet Glenea och familjen långhorningar. Inga underarter finns listade i Catalogue of Life.